# Amphineurus fergusoni
Amphineurus (Amphineurus) fergusoni là một loài ruồi trong họ Limoniidae. Chúng phân bố ở miền Australasia.